# Vliegtuig op hol
Vliegtuig op hol is een hoorspel naar het boek Solo for Several Players van Barbara Jefferis, dat verscheen in 1961 en op 15 januari 1964 door de BBC als hoorspel werd uitgezonden. De KRO volgde op dinsdag 24 november 1964 met een Nederlandse versie. Léon Povel zorgde voor vertaling en regie. Dit hoorspel duurde 79 minuten en werd herhaald op dinsdag 17 augustus 1965, vrijdag 24 november 1967, dinsdag 31 juli 1973 en dinsdag 23 oktober 1984.

## Rolbezetting
- Jan Borkus (Dick Garnett)
- Paul van der Lek (Peter Garnett)
- Nel Snel (hun moeder)
- Fé Sciarone (Janet Osborne)
- Johan Wolder (Dave Jordan)
- Huib Orizand (George Donovan)
- Hans Veerman (een mecano)
- Elly den Haring (Sylvie)
- Nora Boerman (zuster Ralston)
- Frans Somers, Harry Bronk, Han König & Jo Vischer sr. (stemmen)

## Inhoud
Het verhaal speelt zich af in Australië. Het heeft twee weken geregend en nu wil Dick Garnett zijn meisje Janet Osborne per vliegtuig naar het station brengen. Hij is klaar om op te stijgen, maar er staan paarden op de strip. Hij stapt uit om ze weg te jagen, glijdt uit en om een of andere reden slaat het vliegtuig op hol en stijgt zonder hem op… Hij verwittigt snel de basis van de vliegende dokter, vanwaar Dave Jordan erin slaagt via de boordradio contact te krijgen met Janet, die vliegangst heeft en helemaal niet in staat is het toestel te besturen. Dave brengt haar de elementairste zaken aan het verstand en nadien tracht Dick haar zover te krijgen dat ze onder zijn leiding allerlei manoeuvres uitvoert die haar in staat moeten stellen het vliegtuig aan de grond te zetten…